# Porto Pride
O Porto Pride foi o primeiro evento de grande visibilidade LGBT na cidade do Porto sobe o lema "A festa no Porto para todos os gays, lésbicas, bi, trans e heteros descomplexados" que arrancou em 2001 pela mão do PortugalGay.pt, aliado aos bares da cidade de então, a saber, o Boys'R'Us; Moinho de Vento; Him; Q-Bar; Café na Praça.
Em 2010 foi realizado no dia 10 de Julho no Teatro Sá da Bandeira no centro da cidade, das 22:00 às 8:00.
Embora organizada por entidades privadas (bar Boys'R'Us e site PortugalGay.PT) o evento tem uma forte componente social (além da visibilidade do evento) tendo doado mais de 30.000€00 euros para o Hospital Joaquim Urbano e a partir de 2009 á Associação SOL isto entre 2001 a 2012.
Desde 2006 também é realizada na cidade do Porto a Marcha do Orgulho da cidade, com uma organização independente da do Porto Pride, resultado da colaboração de múltiplas associações e coletivos sociais e partidos políticos.
Existindo um hiato de organização do evento entre 2012 e 2019, o Porto Pride volta em 2019 a ser organizado por uma equipa pessoas voluntárias da cidade - com total independência e autonomia - e com o apoio da Variações - Associação de Comércio e Turismo LGBTI de Portugal, organização que dava suporte institucional ao evento. Numa tentativa de reafirmar a importância de eventos Pride fora da capital e descentralizar, o Porto Pride retornou com uma organização reformulada. Passou de um evento privado, à porta fechada e com cobrança de bilhetes, para um evento gratuito e aberto ao público, realizado num espaço exterior da cidade.  
Este formato resultou num sucesso inesperado na edição de 2019, onde no dia 14 de Setembro passaram pela Praça de D. João I mais de 10 mil pessoas, quando a melhor estimativa era de 5 mil. 